# Kabinett Lubbers III
Das Dritte Kabinett Lubbers bildete vom 7. November 1989 bis 22. August 1994 die Regierung der Niederlande. Es war eine Koalition aus dem christdemokratischen CDA und der sozialdemokratischen PvdA.

## Zusammensetzung
Das Kabinett bestand aus 14 Ministern und 11 Staatssekretären.

### Minister
| Geschäftsbereich/Amt                                               | Minister                                    | Partei |
| ------------------------------------------------------------------ | ------------------------------------------- | ------ |
| allgemeine Angelegenheiten Ministerpräsident                       | Ruud Lubbers                                | CDA    |
| Finanzen stellvertretender Ministerpräsident                       | Wim Kok                                     | PvdA   |
| Äußeres                                                            | Hans van den Broek bis 2. Januar 1993       | CDA    |
| Äußeres                                                            | Pieter Kooijmans ab 2. Januar 1993          | CDA    |
| Justiz und Angelegenheiten der niederländischen Antillen und Aruba | Ernst Hirsch Ballin bis 27. Mai 1994        | CDA    |
| Justiz                                                             | Aad Kosto ab 27. Mai 1994                   | PvdA   |
| Angelegenheiten der niederländischen Antillen und Aruba            | Ruud Lubbers ab 27. Mai 1994                | CDA    |
| Inneres                                                            | Ien Dales bis 10. Januar 1994               | PvdA   |
| Inneres                                                            | Ernst Hirsch Ballin 10. bis 18. Januar 1994 | CDA    |
| Inneres                                                            | Ed van Thijn 18. Januar bis 27. Mai 1994    | PvdA   |
| Inneres                                                            | Dieuwke de Graaff-Nauta ab 27. Mai 1994     | CDA    |
| Bildung und Wissenschaft                                           | Jo Ritzen                                   | PvdA   |
| Verteidigung                                                       | Relus ter Beek                              | PvdA   |
| Wohnungswesen, Raumordnung und Umweltschutz                        | Hans Alders                                 | PvdA   |
| Verkehr und Wasserwirtschaft                                       | Hanja Maij-Weggen bis 16. Juli 1994         | CDA    |
| Verkehr und Wasserwirtschaft                                       | Koos Andriessen ab 16. Juli 1994            | CDA    |
| Wirtschaft                                                         | Koos Andriessen                             | CDA    |
| Landwirtschaft, Natur und Fischerei                                | Gerrit Braks bis 19. September 1990         | CDA    |
| Landwirtschaft, Natur und Fischerei                                | Bert de Vries 19. bis 28. September 1990    | CDA    |
| Landwirtschaft, Natur und Fischerei                                | Piet Bukman ab 28. September 1990           | CDA    |
| Soziales und Arbeit                                                | Bert de Vries                               | CDA    |
| Wohlfahrt, Gesundheit und Kultur                                   | Hedy d’Ancona bis 16. Juli 1994             | PvdA   |
| Wohlfahrt, Gesundheit und Kultur                                   | Jo Ritzen ab 16. Juli 1994                  | PvdA   |
| Entwicklungszusammenarbeit                                         | Jan Pronk                                   | PvdA   |

### Staatssekretäre
| Geschäftsbereich                            | Staatssekretär                                    | Partei |
| ------------------------------------------- | ------------------------------------------------- | ------ |
| Äußeres                                     | Piet Dankert bis 16. Juli 1994                    | PvdA   |
| Justiz                                      | Aad Kosto bis 27. Mai 1994                        | PvdA   |
| Inneres                                     | Dieuwke de Graaff-Nauta bis 27. Mai 1994          | CDA    |
| Bildung und Wissenschaft                    | Jacques Wallage bis 7. Juni 1993                  | PvdA   |
| Bildung und Wissenschaft                    | Roel in 't Veld 9. bis 18. Juni 1993              | PvdA   |
| Bildung und Wissenschaft                    | Job Cohen ab 2. Juli 1993                         | PvdA   |
| Finanzen                                    | Marius van Amelsvoort                             | CDA    |
| Verteidigung                                | Berend-Jan van Voorst tot Voorst bis 1. Juni 1993 | CDA    |
| Verteidigung                                | Ton Frinking ab 1. Juni 1993                      | CDA    |
| Wohnungswesen, Raumordnung und Umweltschutz | Enneüs Heerma                                     | CDA    |
| Wirtschaft                                  | Piet Bukman bis 28. September 1990                | CDA    |
| Wirtschaft                                  | Yvonne van Rooy ab 28. September 1990             | CDA    |
| Landwirtschaft, Natur und Fischerei         | Dzsingisz Gabor ab 28. September 1990             | CDA    |
| Soziales und Arbeit                         | Elske ter Veld bis 4. Juni 1993                   | PvdA   |
| Soziales und Arbeit                         | Jacques Wallage ab 7. Juni 1993                   | PvdA   |
| Wohlfahrt, Gesundheit und Kultur            | Hans Simons bis 26. Februar 1994                  | PvdA   |